# Blackburn-Nunatak
Der Blackburn-Nunatak ist ein 965 m hoher Nunatak im westantarktischen Queen Elizabeth Land. Er markiert das nördliche Ende der Rambo-Nunatakker in den Pensacola Mountains.
Der United States Geological Survey kartierte ihn anhand eigener Vermessungen und Luftaufnahmen der United States Navy aus den Jahren zwischen 1956 und 1966. Das Advisory Committee on Antarctic Names benannte ihn 1968 nach Leutnant Archie B. Blackburn (1938–2016), diensthabender Offizier auf der Plateau-Station im Jahr 1967.

## Weblinks

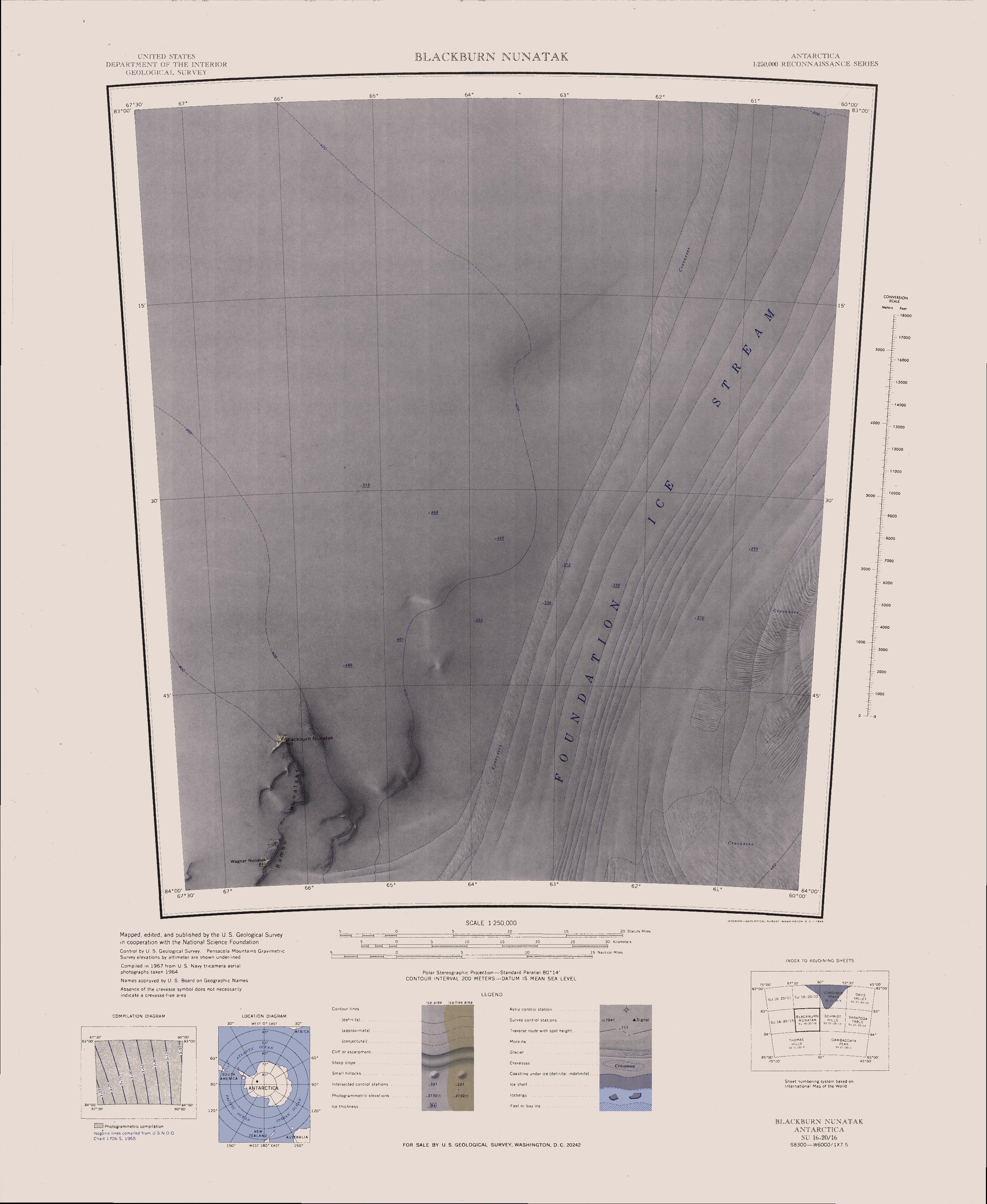
Kartenblatt Blackburn Nunatak von 1967, das beschriebene Objekt befindet sich unten links